# Alpha Beta
Pour plus de détails, voir Fiche technique et Distribution.
Alpha Beta est un film britannique réalisé par Anthony Page, sorti en 1974.

## Fiche technique
- Titre : Alpha Beta
- Réalisation : Anthony Page
- Scénario : Ted Whitehead
- Pays d'origine : Royaume-Uni
- Genre : drame
- Date de sortie : 1974

## Distribution
- Albert Finney : Frank Elliot
- Rachel Roberts : Nora Elliot